# (26664) Jongwon
(26664) Jongwon es un asteroide perteneciente al cinturón de asteroides, descubierto el 20 de diciembre de 2000 por el equipo del Lincoln Near-Earth Asteroid Research desde el Laboratorio Lincoln, Socorro, Nuevo México.

## Designación y nombre
Designado provisionalmente como 2000 YB7. Fue nombrado en honor de Jong Hyuck Won (n. 1992) quien recibió el primer premio en su categoría en la Feria Internacional de Ciencias e Ingeniería de Intel de 2010 por su proyecto de medicina y ciencias de la salud. Asiste a Langley High School, McLean (Virginia), EE. UU.

## Características orbitales
Jongwon está situado a una distancia media del Sol de 2,591 ua, pudiendo alejarse hasta 2,904 ua y acercarse hasta 2,279 ua. Su excentricidad es 0,121 y la inclinación orbital 3,407 grados. Emplea 1523,68 días en completar una órbita alrededor del Sol.
Pertenece a la familia de asteroides de (5) Astrea.

## Características físicas
La magnitud absoluta de Jongwon es 15,57. 